# 1,4-Dioksyna
1,4-Dioksyna – heterocykliczny, organiczny związek chemiczny zawierający 2 atomy tlenu (w układzie para) i dwa wiązania podwójne w sześcioczłonowym pierścieniu. Jest związkiem antyaromatycznym. Jej nasyconym analogiem jest 1,4-dioksan, a izomerem – 1,2-dioksyna. Szkielet 1,4-dioksyny obecny jest w polichlorowanych dibenzodioksynach, potocznie zwanych dioksynami.

Struktury izomerów dioksyny